# Финч, Кэтрин
Кэтрин Финч (англ. Catrin Finch; род. 1980) — британская арфистка  и музыкальный педагог. Родилась и живёт в Уэльсе.
Родилась в 1980 году в Лланоне (Кередигион). Её отец — англичанин, мать — немка. 
Начала учиться игре на арфе в возрасте шести лет. Учиться музыкальному искусству начала в Уэльсе, у Элинор Беннетт (с 2003 года — жена её сына). В возрасте десяти лет она была участницей Национального молодежного оркестра Великобритании, став самой молодой из его участниц, игравших на концерте «Би-Би-Си Промс». Продолжила обучение в школе Перселла и впоследствии Королевской академии музыки у Скайлы Канги.
Получила международное признание в 1999 году, выиграв Международный конкурс арфистов имени Лили Ласкин во Франции. В 2000 году Финч была объявлена официальным арфистом Принца Уэльского — двор воспользовался возможностью присвоения этого звания впервые со времён королевы Виктории; оставалась в этом звании до 2004 года. 
В 2002 году получила диплом с отметкой Queen’s Commendation for Excellence. Была удостоена нескольких академических наград: почётные стипендии Уэльского университета и Королевского валлийского колледжа музыки и драмы.